# 인터내셔널 리그
인터내셔널 리그(International League)는 1884년 창설된 미국 동부의 트리플 A 마이너 리그이다. 예전에 캐나다와 쿠바에도 팀이 있어 인터내셔널 리그라고 이름이 붙여졌으나 현재는 미국에만 팀이 있다.
14개 구단, 3개의 디비전(노스 디비전, 사우스 디비전, 웨스트 디비전)으로 나뉘어 있다. 2015시즌 우승팀은 콜럼버스 클리퍼스이다.

## 팀
| 디비전 | 팀                               | MLB 팀              | 연고지                    | 홈구장                   | 홈페이지                                 |
| ------ | -------------------------------- | ------------------- | ------------------------- | ------------------------ | ---------------------------------------- |
| 노스   | 버펄로 바이슨스                  | 토론토 블루제이스   | 버팔로, 뉴욕              | 코카콜라 필드            | 홈페이지 보관됨 2015-10-19 - 웨이백 머신 |
| 노스   | 리하이 밸리 아이언 피즈          | 필라델피아 필리스   | 알레타운, 펜실베이니아    | 코카콜라 파크            | 홈페이지                                 |
| 노스   | 파터켓 레드삭스                  | 보스턴 레드삭스     | 파터켓, 로드아일랜드      | 맥코이 스타디움          | 홈페이지                                 |
| 노스   | 로체스터 레드윙스                | 미네소타 트윈스     | 로체스터, 뉴욕            | 프런티어 필드            | 홈페이지                                 |
| 노스   | 스크랜턴/윌크스배러 레일라이더스 | 뉴욕 양키스         | 무식, 펜실베이니아        | PNC 필드                 | 홈페이지                                 |
| 노스   | 시러큐스 치프스                  | 워싱턴 내셔널스     | 시러큐즈, 뉴욕            | 얼라이언스 뱅크 스타디움 | 홈페이지                                 |
| 사우스 | 샬럿 나이츠                      | 시카고 화이트삭스   | 포트 밀, 사우스캐롤라이나 | 나이츠 스타디움          | 홈페이지                                 |
| 사우스 | 더럼 불스                        | 탬파베이 레이스     | 더럼, 노스캐롤라이나      | 더럼 불스 애슬리트 파크  | 홈페이지                                 |
| 사우스 | 귀넷 브레이브스                  | 애틀란타 브레이브스 | 로렌스빌, 조지아          | 쿨레이 필드              | 홈페이지                                 |
| 사우스 | 노퍽 타이즈                      | 볼티모어 오리올스   | 노퍽, 버지니아            | 하버 파크                | 홈페이지                                 |
| 웨스트 | 콜럼버스 클리퍼스                | 클리블랜드 인디언스 | 콜럼버스, 오하이오        | 헌팅턴 파크              | 홈페이지                                 |
| 웨스트 | 인디애나폴리스 인디언스          | 피츠버그 파이러츠   | 인디애나폴리스, 인디애나  | 빅토리 필드              | 홈페이지 보관됨 2015-10-28 - 웨이백 머신 |
| 웨스트 | 루이빌 배츠                      | 신시내티 레즈       | 루이빌, 켄터키            | 루이빌 슬러거 필드       | 홈페이지 보관됨 2015-10-31 - 웨이백 머신 |
| 웨스트 | 톨레도 머드 헨즈                 | 디트로이트 타이거즈 | 톨레도, 오하이오          | 피프스 서드 필드         | 홈페이지                                 |